# Torneo de Buenos Aires 2013
El Torneo ATP 250 de Buenos Aires de 2013 (conocido por motivos comerciales como Copa Claro 2013) es un evento de tenis perteneciente al ATP World Tour en la serie 250 de esa temporada. Se juega desde el día 16 hasta el 24 de febrero en el Buenos Aires Lawn Tennis, Argentina.

## Cabezas de serie

### Individuales masculinos
| Tenista            | Ranking | Preclasificado |
| David Ferrer       | 4       | 1              |
| Nicolás Almagro    | 11      | 2              |
| Stanislas Wawrinka | 17      | 3              |
| Thomaz Bellucci    | 35      | 4              |
| Horacio Zeballos   | 43      | 5              |
| Fabio Fognini      | 44      | 6              |
| Pablo Andújar      | 46      | 7              |
| Albert Ramos       | 52      | 8              |

### Dobles masculinos
| Tenista                          | Ranking | Preclasificada |
| Frantisek Cermak Michal Mertinak | 80      | 1              |
| Daniele Bracciali Lukáš Dlouhý   | 84      | 2              |
| Olivier Marach Horacio Zeballos  | 125     | 3              |
| Dustin Brown Christopher Kas     | 128     | 4              |

## Finalistas

### Individuales masculinos
David Ferrer vs  Stanislas Wawrinka

### Dobles masculinos
S Bolelli /  F Fognini vs  N Monroe /  S Stadler